# ベニグノ・ラモス
ベニグノ・ラモス（Benigno Ramos、1893年 - 1946年?）は、フィリピンのジャーナリスト・詩人。第二次世界大戦時にアメリカからのフィリピン完全独立のため、日本との協力を提唱した。

## 来歴

### 独立運動への参加とマニュエル・ケソンとの政争
ブラカン州で教育を受けたラモスは、同州で教師となった のち、マニラに居を移して官途に就き、1928年までに元老院職員として昇進した。その後アメリカからの即時独立を主張するナショナリスタ党に賛同し、同党内で頭角を現していた政治家マニュエル・ケソンと親しくなるが、1930年首都で行われた教師による山猫ストをめぐって両者は対立、ラモスは党を去った。

### サクダリスタ運動
下野後のラモスはタガログ語新聞『サクダル』（Sakdal / タガログ語で「糾弾」の意）を創刊した。やがて同紙は米軍基地撤去を含む「アメリカからの真の独立」を標榜するようになり、これを支持する人々はサクダリスタ運動（上記「サクダル」からの造語）の名の下組織化されていくことになる。そして1935年5月、フィリピン独立法施行にともなうフィリピン自治領発足前夜ついに反乱に踏み切り、参加者20000人に及んだがまもなく鎮圧され、当時外遊中であったラモスは日本への亡命を余儀なくされた。

### 日本軍占領下のフィリピンでの活動
ラモスは、1938年8月28日にドイツ客船グナイゼナウ号でマニラに戻った。
彼は新たにガナップ党（Ganap / タガログ語で「完全」の意でフィリピン独立を示唆する）を設立し、武装闘争から一変して選挙を通した合法的な政権獲得に乗り出す。時にはラモス自身が拘束されるなど当局から弾圧を受け、またサクダル運動時代からの古参党員からはケソン政権と妥協したと批判されながらも、ルソン島中部から南部にかけて勢力を築きつつあった。

カリバピの旗

1941年12月に太平洋戦争が始まると、日本軍はフィリピンに侵攻、ガナップ党は反米政党として当初は日本軍から優遇され、占領地統治の分野で協力関係を持った。しかし、同党員たちが日本軍の名を借りた圧政・横暴を働いたことが判明し、1942年末には日本軍から絶縁され、新たに設立した親日政治組織カリバピ（日本側名称：親比島奉仕団）に吸収されてしまった。ラモスはなお周囲の親日派フィリピン人に呼びかけ、日本軍と軍事的な協力関係を築くべくフィリピン・ガードと呼ばれる武装青年団を設立した。この組織は日本側からは警備隊とも呼ばれ、アメリカ軍がフィリピンに反攻上陸後の1944年12月に彼と同じ独立派の英雄アルテミオ・リカルテ将軍らが率いる他のフィリピン・ガードとも統合されマカピリ（日本側名称：比島愛国同志会）に再編、米軍との戦いに参加しその多くが斃れた。
フィリピン全土を覆った激烈な戦闘と混乱により、ラモスの最期はよくわかっていない。一説にはバギオまで行き着きそこから空路脱出を試みたが墜落死したとされている。
ラモスの政治的な行動主義と同様に、彼は詩集"Mga Agam-agam at Iba Pang Tula"の発行により詩人としても有名である。